# Drogon (dragón)
Drogon  es un dragón que aparece en la serie de novelas Canción de hielo y fuego,  de George R. R. Martin. Es eclosionado por Daenerys Targaryen junto con sus dos hermanos Viserion y Rhaegal. Fue nombrado en memoria del difunto Khal Drogo.

## Descripción
Drogon es descrito como el más grande y agresivo de los tres dragones. Sus escamas son negras, duras y fuertes. Sus cuernos y columna vertebral son del color de la sangre y sus ojos son de un rojo ardiente. Su llama es de color negro con vetas rojas. Se dice además que el calor de su fuego puede sentirse a treinta metros de distancia. Su aleteo suena como una tormenta y su sangre es negra y espesa.

## Historia
En la boda de Daenerys Targaryen y el dothraki Khal Drogo, el mercader de Pentos, Illyrio Mopatis, le regala a Daenerys tres huevos de dragón petrificados como regalo de bodas.
La bruja Mirri Maz Duur le dice a Daenerys que para crear vida se debía entregar vida. Cuando la bruja, en venganza por la masacre de su pueblo, mata al hijo de Daenerys, Rhaego, esta la quema viva en una pira junto con el cuerpo de Khal Drogo y los tres huevos de dragón, para después entrar ella misma al fuego. Al día siguiente Daenerys sale ilesa y con un Drogon recién nacido en su hombro y los otros dos dragones amamantándose de ella. Desde entonces es llamada como la "Madre de Dragones".
Cuando llegan a la ciudad de Qarth, la gente queda impresionada por los tres dragones. Poco después, Drogon y sus hermanos son secuestrados por los Eternos, brujos de la ciudad. Daenerys decide rescatar a sus "hijos" entrando en la Casa de los Eternos. Estando dentro, Drogon reacciona a las visiones que tiene ella, y las comparte al mismo tiempo. Cuando Daenerys es atacada por los Eternos, Drogon y sus hermanos defienden a su "madre" permitiendo que puedan escapar y dañando la estructura al mismo tiempo.
Cuando llegan a la ciudad de Astapor, Daenerys quiere un propio ejército. El esclavista Kraznys no Nakloz es el encargado de mostrarle a Daenerys los Inmaculados, soldados-esclavos y eunucos entrenados en la misma ciudad para servir con incuestionable obediencia. Daenerys finge ignorancia al alto valyrio de modo que el hombre debe comunicarse con ella mediante una pequeña esclava que sirve de traductora llamada Missandei. Kraznys insulta varias veces a Daenerys sin saber que esta le entendía. Después negocia con ella y le pide uno de los dragones como modo de pago, siendo Drogon el elegido. El intercambio se da en la Plaza del Castigo, pero Drogon se rehúsa a obedecer al hombre. Ante esto, Daenerys exclama en alto valyrio que "un dragón no es un esclavo". Luego, al pronunciar la palabra "Dracarys", Drogon quema vivo al esclavista y Daenerys obtiene su ejército.
Mientras tanto, en Poniente y otras regiones del mundo, empiezan a llegar historias sobre los dragones y una hermosa y joven reina.
Los dragones empiezan a crecer salvajes y comportarse mal. Cuando Drogon supuestamente mata y se come a una pequeña niña llamada Hazzea a las afueras de Meereen, Daenerys encadena y encierra a Viserion y Rhaegal en una bóveda bajo la ciudad.
Cuando Drogon se saciaba después de cazar descansaba en la cúspide de la Gran Pirámide donde antes se alzaba la arpía de Meereen. Tratan de capturarlo allí en tres ocasiones, pero fallan en todas. Cuarenta hombres arriesgan su vida, sufriendo grandes quemaduras, y cuatro de ellos mueren. En el tercer intento, Drogon vuela hacia el norte y desaparece.
Cuando las arenas de combate son reabiertas, Drogon aparece tentado por el ruido y el olor a sangre. El dragón desciende a la arena y mata a un cerdo que estaba en el lugar. Un domador de animales llamado Harghaz ataca a Drogon con una larga lanza y casi lo mata. Daenerys al ver a su "hijo" ser atacado, se lanza a la arena gritando su nombre y corre hacia él. Luego de mucha dificultad, perdiendo su cabello al quemarse en el intento, Daenerys se las arregla para montar a Drogon por primera vez y ambos vuelan lejos.
Drogon lleva a Dany a su nido en el Mar Dothraki. Ella intenta persuadir al dragón de llevarla nuevamente a Meereen, pero se ve incapaz de controlarlo. así que decide volver a pie. Más tarde, después de que Drogon haya matado, devorado y compartido con su madre un caballo, son descubiertos por el khalasar de Khal Jhaqo.

## Adaptación televisiva
En la serie Game of Thrones, Drogon es creado a través de CGI (Imagen generada por computadora).
En el episodio final de la serie, Drogon llega al salón del trono de hierro, donde se encuentra con su madre Daenerys, luego de que Jon Snow le clavara una espada en su corazón. Drogon al darse cuenta de que su madre esta muerta, devastado, derrite con sus llamas el Trono de Hierro; para después llevarse su cadáver entre sus garras. Luego de esta escena Drogon no fue visto más, pero se presume que él llevó el cadáver de su madre a Valyria, y donde se dice que es su actual nido.